# Setge de Narbona (436)
El setge de Narbona del 436 fou un episodi bèl·lic entre romans i visigots. Els visigots, encapçalats pel seu rei Teodoric I, van atacar la ciutat de Narbona el 436, probablement a l'hivern, fins entrat l'any 437, sense arribar a sotmetre-la. El setge va fracassar en arribar l'exèrcit romà encapçalat per Litori, lloctinent d'Aeci, que foragità els visigots i els perseguí fins a la seva capital, Tolosa.

## Antecedents
Els visigots s'assentaren en les terres romanes de l'Aquitània Secunda a través de l'aliança de federats entre Vàlia i els romans el 418, establint la seva capital a Tolosa. A la mort de Vàlia surt escollit com a rei Teodoric I que, a diferència del seu antecessor, no acceptà aliar-se amb els romans i molt menys supeditar-se al seu emperador a través del foedus i s'enfrontà als romans diverses vegades, intentant estendre el seu territori vers la Provença i accedir a la costa mediterrània, assetjant Arelate el 425, aprofitant la mort de l'emperador Honori i els desordres per la successió, i novament el 430. Tanmateix, ambdues incursions fracassaren gràcies a l'acció del general romà Flavi Aeci.

## Setge
El 435 apareix una nova ocasió per als visigots d'atacar els romans, aprofitant novament desordres i aldarulls a la Gàl·lia. Aquell any es va produir una revolta de bagaudes i el 436 es revolten els burgundis, que estaven establerts a l'imperi com a federats i envaeixen la Gàl·lia Belga. Aprofitant l'avinentesa, Teodoric trencà l'aliança amb els romans i va guiar les seves tropes personalment fins a la ciutat de Narbona, la qual posà en estat de setge vers l'hivern del 436-437, pel que la ciutat degué estar assetjada durant uns mesos, resistint fins que van arribar els reforços militars romans. Aquell mateix any, Aeci, novament actuant per defensar la Gàl·lia, va sufocar la revolta dels burgundis, però encara havia de bregar amb els bagaudes de l'Armòrica i va enviar al seu lloctinent, Litori, amb el suport dels huns a Narbona per fer front a Teodoric i a les seves tropes. En arribar a la ciutat, Litori aconseguí derrotar i foragitar als visigots, que es retiraren a la seva capital. La pau, però, arribà el 439 després del setge de Tolosa per part dels romans, que va acabar amb una victòria pírrica dels visigots.